# Fère-en-Tardenois
Fère-en-Tardenois je naselje in občina v severnem francoskem departmaju Aisne regije Pikardije. Leta 1999 je naselje imelo 3.356 prebivalcev.

## Geografija
Kraj se nahaja v pokrajini Tardenois ob reki Ourcq, 25 km jugovzhodno od Soissonsa.

## Administracija
Fère-en-Tardenois je sedež istoimenskega kantona, v katerega so poleg njegove vključene še občine Beuvardes, Brécy, Bruyères-sur-Fère, Le Charmel, Cierges, Coincy, Coulonges-Cohan, Courmont, Dravegny, Fresnes-en-Tardenois, Goussancourt, Loupeigne, Mareuil-en-Dôle, Nanteuil-Notre-Dame, Ronchères, Saponay, Sergy, Seringes-et-Nesles, Vézilly, Villeneuve-sur-Fère, Villers-Agron-Aiguizy in Villers-sur-Fère z 8.913 prebivalci.
Kanton je sestavni del okrožja Château-Thierry.

## Zanimivosti
- grad Château de Fère, zgrajen v 13. stoletju pod grofom Robertom I. de Dreuxom, sinom francoskega kralja Ludvika VI.
- Vzhodno od kraja se nahaja ameriško vojaško pokopališče - spomenik Oise-Aisne iz časa prve svetovne vojne.

## Pobratena mesta
- Wertingen (Bavarska, Nemčija);